# Johannes Bohn (Parteifunktionär)
Johannes Bohn (* 19. Februar 1909 in Chemnitz; † 20. November 1980) war ein deutscher KPD- und SED-Funktionär, Widerstandskämpfer gegen das NS-Regime und FDGB-Funktionär.

## Leben
Bohn, Sohn eines Dachdeckers und einer Textilarbeiterin, besuchte von 1915 bis 1923 die Volksschule in Chemnitz. Er absolvierte von 1923 bis 1926 selbst eine Lehre zum Dachdecker und besuchte die Berufsschule. Bis 1930 arbeitete er in seiner Heimatstadt in diesem Beruf. Zwischen 1930 und 1935 war er arbeitslos, 1935/36 war er wieder als Dachdecker tätig.
Zuvor Mitglied der SAJ trat Bohn im Oktober 1923 dem KJVD bei. 1929/30 war er Mitglied der Bezirksleitung Erzgebirge-Vogtland des KJVD. Im November 1930 wurde Bohn Mitglied der KPD. Von 1930 bis 1933 war er Organisationsleiter bzw. Polleiter im Stadtteil Chemnitz-Ost und von 1931 bis 1933 Mitglied der Unterbezirksleitung Chemnitz der KPD. 
Nach der „Machtergreifung“ der Nationalsozialisten 1933 war Bohn auch weiterhin illegal für die KPD tätig. Er war politischer Leiter und Mitglied der Stadtleitung sowie der Unterbezirksleitung der KPD in Chemnitz. Er fungierte auch als Instrukteur für fünf Stadtbezirke der Unterbezirksleitung Chemnitz. Im November 1936 wurde er verhaftet und im Juni 1937 vom Oberlandesgericht Dresden wegen „Vorbereitung zum Hochverrat“ zu 18 Monaten Zuchthaus verurteilt. Nach seiner Haftentlassung aus dem Zuchthaus Zwickau im Juni 1938 wurde er für einige Monate unter polizeiliche Aufsicht gestellt und war ab August 1938 wieder als Dachdecker tätig. Im November 1942 wurde er in das Strafbataillon 999 eingezogen. Im Mai 1945 geriet er in britische Kriegsgefangenschaft und wurde bis Januar 1947 in Ägypten festgehalten.
1947 kehrte Bohn nach Deutschland zurück und wurde Mitglied der SED und des FDGB. Von Februar 1947 bis Anfang 1948 war er Sachbearbeiter der Abteilung Kultur und Erziehung verantwortlich für die Neulehrer, dann Leiter der Abteilung Kultur und Erziehung des Kreisvorstandes Chemnitz. Von Anfang 1948 bis Dezember 1948 war er Sekretär der Abteilung Parteischulung, Kultur und Erziehung, dann von Januar bis August 1949 paritätischer Vorsitzender des Kreisvorstandes Chemnitz der SED. Im September 1949 wurde er Erster Sekretär der SED-Kreisleitung Rochlitz und fungierte anschließend von Dezember 1949 bis Juni 1952 als Erster Sekretär der SED-Kreisleitung Plauen. Bohn absolvierte zwischen 1950 und 1953 ein Fernstudium an der Parteihochschule „Karl Marx“. Von Juni 1952 bis Februar 1957 war er Erster Sekretär der SED-Kreisleitung Dresden-Land und von Februar 1957 bis April 1958 Zweiter Sekretär der SED-Bezirksleitung Dresden. Von Mai 1958 bis Juni 1961 wirkte er als Erster Stellvertreter des Oberbürgermeisters der Stadt Dresden, verantwortlich für die Abteilungen Inneres und Kader. 
Von Juli bis August 1961 fungierte Bohn als Vorsitzender der Revisionskommission des Bezirksvorstandes Dresden des FDGB, dann von August 1961 bis 1969 als Sekretär für nationale Gewerkschaftseinheit bzw. für Westarbeit und Internationale Verbindungen des Bezirksvorstandes Dresden des FDGB. Von 1969 bis Juni 1972 war er politischer Mitarbeiter beim Bezirksvorstand Dresden des FDGB. Von 1972 bis zu seinem Tode im November 1980 war er Vorsitzender der Veteranenkommission des Bezirksvorstandes Dresden des FDGB.
Bohn war auch Mitglied des Bezirkskomitees Dresden der Antifaschistischen Widerstandskämpfer.